# اندیس قلعه‌های ۱
قلعه‌ها ۱ یک اندیس فلزی است که در حوالی شهر چهار فرسخ استان خراسان قرار دارد و مادهٔ معدنی موجود در آن، مس است.سنگ میزبان این اندیس آهک، فیلیت است و دیرینگی آن به دوران ژوراسیک می‌رسد. در این اندیس، پاراژنز‌های مالاکیت، هماتیت یافت می‌شوند.